# Тягинська забора
Тягинська забора — забора Дніпра, що лежала нижче Олексіївки.
Тягинська забора стоїть на 5,5 км нижче Дзвонецького порогу.
Вона починалася від правого берега Дніпра й доходить до його середини та має 215 метри довжини.
В «Древней Российской гидрографии», на «Атласі Дніпра» XVIII сторіччя, в «Книге большому чертежу» і в «Исследованиях» академика Лерберга — Технинський поріг, або Княгинин поріг.